# Comité pour la propagation de la vertu et la prévention du vice (bande de Gaza)
Le Comité pour la propagation de la vertu et la prévention du vice (arabe : هيئة الأمر بالمعروف والنهي عن المنكر hayʾa al-ʾamr bil-maʿrūf wan-nahī ʿan al-munkar) est une entité chargée de faire respecter les codes de comportement traditionnels des musulmans tels que définis par la charia dans le territoire palestinien de la bande de Gaza,,. Selon le journaliste Khaled Abu Toameh et le Dr Jonathan Spyer, chercheur sur le Moyen-Orient, cette entité fait partie, de facto, de la force exécutive du Hamas,,.
En 2009, le « Ministère islamique des dotations » de l'administration contrôlée par le Hamas déploie des membres du Comité de la Vertu pour avertir les citoyens des « dangers » présumés d’une tenue vestimentaire impudique, des jeux de cartes et des rencontres amoureuses.
Cette entité a pour objectif de « combattre ceux qui sont corrompus par Satan et qui n'observent pas la charia »,,,.

## Vue d'ensemble
Le Comité pour la propagation de la vertu et la prévention du vice est mentionné dans un rapport de 2007 sur Al-Arabiya. Il est décrit comme un groupe inconnu, auteur d'un communiqué qui annonce une campagne de chasse aux « esclaves du diable qui commettent des blasphèmes et errent dans les rues ». Le communiqué appelle les jeunes à résister à la tentation du diable car « le chemin du diable mène à la perdition », il précise que « Les jeunes sont notre principale cible car ils commettent de nombreuses transgressions, qu'il s'agisse d'injures à l'encontre de Dieu, de traîner tard dans les rues, de fumer ou de déranger les gens ». Le groupe a également indiqué avoir sévèrement battu deux membres d'un clan Khan Younès « pour avoir commis des péchés tels que manquer de respect envers Dieu et déranger des gens », le communiqué précise « C'était un avertissement pour eux. Espérons qu'ils reviendront à la raison ». Citant un article d'Al-Quds al-Arabi, Al-Arabiya a déclaré que l'un des premiers actes du groupe avait été de tabasser un chanteur à Gaza après qu'il a donné un concert à Khan Younis. Al-Arabiya note que « les dirigeants du Hamas n'ont fait aucun commentaire officiel sur les actes ou les déclarations de la police religieuse autoproclamée de Gaza ».

### Détention d'Asma al-Ghul
En 2009, le Jerusalem Post rapporte que le Comité est une force de police qui opère sous le commandement du ministère du Waqf (Dotation islamique) contrôlé par le Hamas et qu'il comprend des dizaines de policiers en civil qui patrouillent dans les lieux publics tels que les plages, les parcs, les restaurants, salons de coiffure et cafés pour s'assurer que les hommes et les femmes ne se mélangent pas et que les femmes sont habillées de façon pudique,. Une unité spéciale entièrement féminine, créée au sein du comité, compterait entre 100 et 150 agents chargés de faire respecter la pudeur féminine et de s'occuper des suspects ; ces « gardiennes des bonnes mœurs » sont pourvues d'uniformes composés d'un niqab et de gants. Citant des journalistes locaux, le journal déclare que l'administration contrôlée par le Hamas n'a pas reconnu publiquement l'existence de cette force de peur d'être qualifiée de fondamentaliste.

Un incident attribué à cette entité par le Jerusalem Post concerne Asma al-Ghul, une journaliste palestinienne, qui a déclaré que des agents du Comité ont voulu l'arrêter sous prétexte qu'elle était habillée de manière impudique sur une plage de Gaza et qu'elle avait été vue en train de rire en public.
« Ils m'ont accusé de rire bruyamment en nageant avec une amie et de ne pas porter de hijab », a déclaré Ghul à une organisation de défense des droits de l'homme de la bande de Gaza. « Ils voulaient également connaître l'identité des personnes qui étaient avec moi à la plage et savoir s'il s'agissait de mes proches ».
Al-Ghul a ajouté que les policiers avaient confisqué son passeport et qu'elle avait reçu des menaces de mort anonymes à la suite de cet incident. 
Les responsables de la sécurité du Hamas ont d'abord déclaré que la journaliste et ses amis avaient été arrêtés parce qu'ils organisaient une fête mixte sur la plage. Par la suite, un officier a déclaré que Mme Ghul avait été arrêtée parce qu'elle ne portait pas de hijab pendant sa baignade. Un autre a affirmé que la journaliste et ses amies avaient été arrêtées parce qu'elles avaient été vues en train de « fumer des narguilés et de faire la fête dans un lieu public ». Le Daily News a rapporté le même incident, citant également al-Ghul, mais en attribuant l'arrestation à la « police du Hamas ». Leur article indique qu'Islam Shahwan, le porte-parole de la police du Hamas, avait nié les faits.

## Voir également
- Comité pour la propagation de la vertu et la prévention du vice (Afghanistan)
- Comité pour la promotion de la vertu et la prévention du vice (Arabie saoudite) ; également connu sous le nom de Mutaween
- Police de la moralité, la police des mœurs iranienne
- Patrouilles musulmanes et justiciers musulmans de l'Est de Londres en 2013-2014
- Islamisation de la bande de Gaza